# Несполо
Несполо (итал. Nespolo) — коммуна в Италии, располагается в регионе Лацио, в провинции Риети.
Население составляет 287 человек (2008 г.), плотность населения составляет 33 чел./км². Занимает площадь 9 км². Почтовый индекс — 2020. Телефонный код — 0765.
Покровителем коммуны почитается святой Себастьян, празднование 20 января.

## Демография
Динамика населения:

## Администрация коммуны
- Официальный сайт: